# Austrocactus ferrarii
Austrocactus ferrarii es una especie de planta suculenta perteneciente al género Austrocactus, dentro de la familia Cactaceae. Es endémica del noroeste de Argentina.

## Descripción
Austrocactus ferrarii es una especie de cactus de tipo arbustivo, con los tallos cortos y cilíndricos. Puede alcanzar alturas de unos 30-60 cm y un diámetro de 5 cm. Generalmente, el color de los tallos es verde, aunque puede variar ligeramente dependiendo de las condiciones de luz y cultivo.
El color de sus espinas varía desde el blanco hasta el amarillo o marrón. Las espinas radiales son numerosas y cortas, mientras que las espinas centrales son más largas y pueden ser más prominentes. Y muchas de ellas tienen forma de gancho.

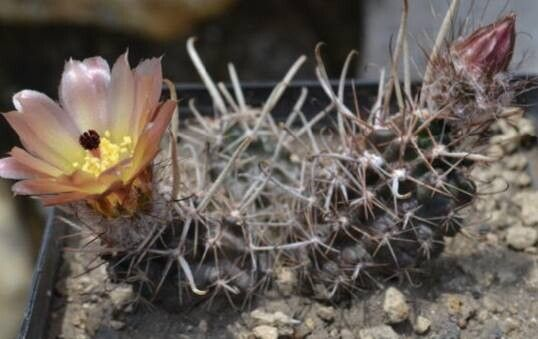
Detalle de la flor

Las flores son diurnas, de color amarillo con tonos anaranjados en los extremos de los pétalos. Suelen aparecer en la parte superior del tallo y tienen un diámetro de unos 2 cm. Las semillas son pequeñas, negras y brillantes.

## Distribución y hábitat
El área de distribución nativa de esta especie es Argentina (concretamente en la provincia de Mendoza) y crece principalmente en biomas desérticos o de matorral seco.

## Taxonomía
Austrocactus ferrarii fue descrita por Roberto Kiesling, Elisabeth Sarnes y Norbert Sarnes y publicada por primera vez en la revista Kakteen und andere Sukkulenten 63: 330 en 2012.
Etimología
- Austrocactus: nombre genérico que proviene del latín australis (que significa 'del sur') y el sufijo cactus, haciendo referencia a que es un cactus que se localiza en el sur.[3]
- ferrarii: epíteto específico otorgado en honor al ingeniero agrónomo argentino y coleccionista de cactus Omar Ferrari.[4]

## Usos
Se cultiva principalmente como planta ornamental. Es un cactus de crecimiento lento que se puede propagar a partir de semillas o esquejes. Prefiere suelos con buen drenaje y pleno sol. Es tolerante a la sequía y puede tolerar temperaturas de hasta −4 °C. Se puede propagar a partir de esquejes tomados a finales de primavera o principios de verano.